# Crise do subprime

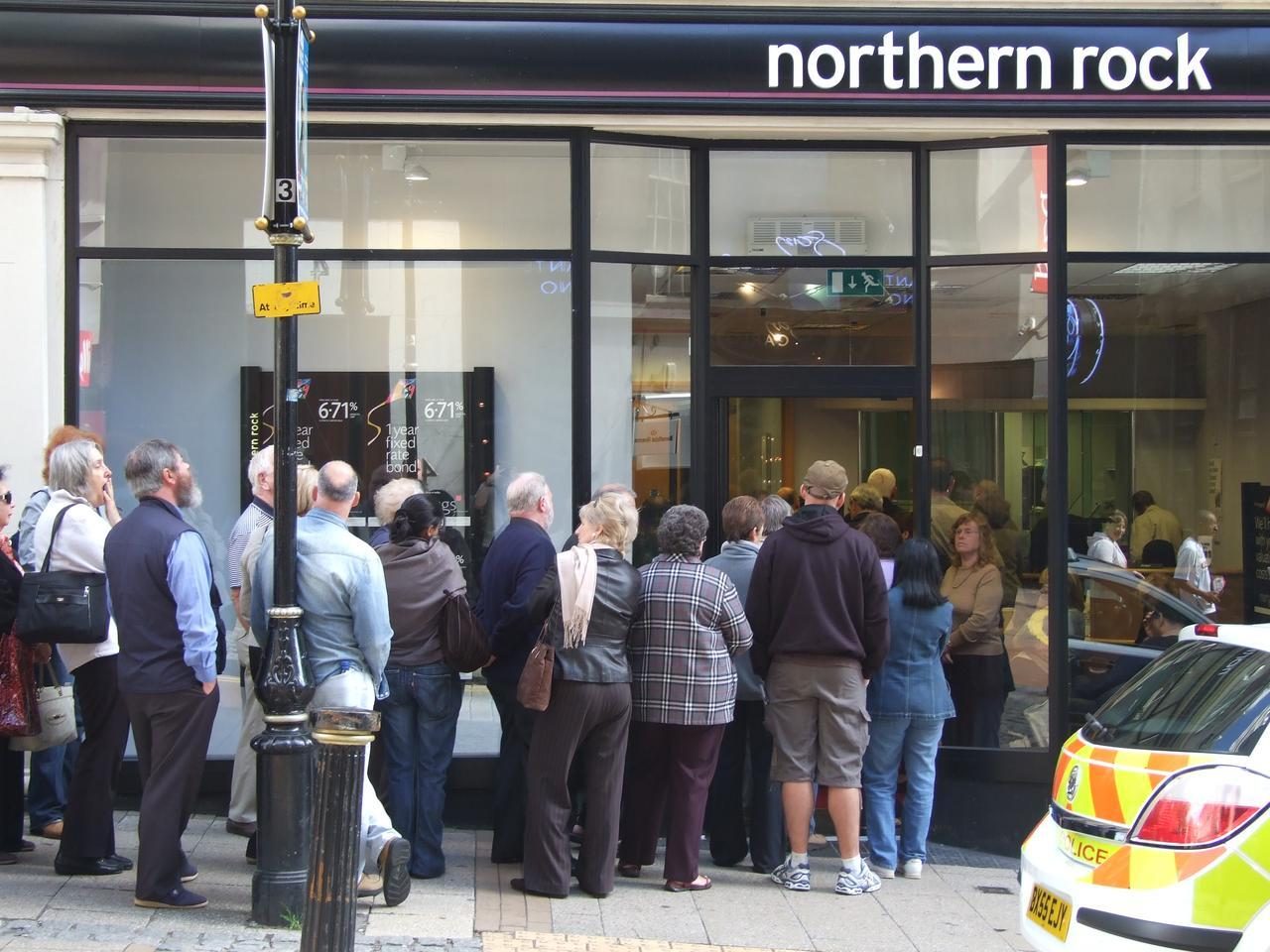
Em Birmingham, no início de 2007, fila de clientes diante do Banco Northern Rock, o primeiro banco a sofrer intervenção na Grã-Bretanha, desde 1860.

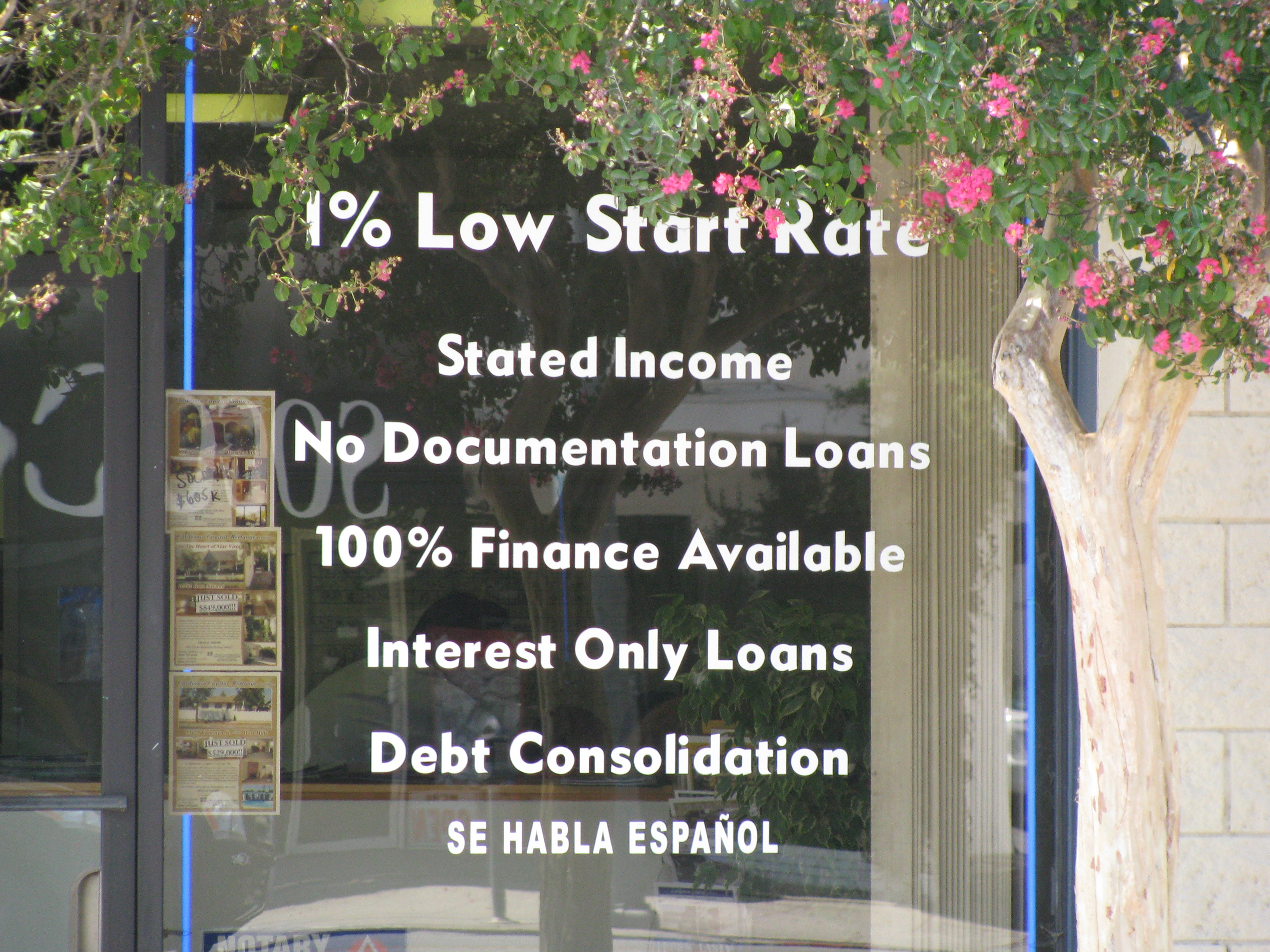
Oferta de empréstimos sem comprovação de renda, nos Estados Unidos.

A crise do subprime foi uma crise financeira desencadeada em 24 de julho de 2007, a partir da queda do índice Dow Jones  motivada pela concessão de empréstimos hipotecários de alto risco (em inglês: subprime loan ou subprime mortgage), prática que arrastou vários bancos para uma situação de insolvência, repercutindo fortemente sobre as bolsas de valores de todo o mundo.
A crise foi motivada pela concessão desenfreada de créditos imobiliários, através das empresas como a Fannie Mae e Freddie Mac, controladas pelo governo americano, assim como por falhas na regulação do sistema financeiro que permitiam a transferência dos créditos hipotecários (CDS, CDO, etc.) em série, permitindo a transferência de riscos para outras contrapartes. Alguns citam também que a esse quadro se acrescenta, como plano de fundo da crise a manutenção de juros reduzidos pelo Fed (o sistema de bancos centrais dos Estados Unidos), como forma de estimular a economia norte americana, recém saída da chamada crise da bolha da internet (falência das empresas ponto com), que teria ocorrido em 2001. A intenção do governo norte americano seria de incrementar os investimentos, promovendo uma economia aquecida. A troca de comando em 2006 impediu que um novato assumisse o ônus da freada obrigatória.
Nesse cenário, incentivados pela desregulamentação, os bancos norte americanos acirraram a prática da alavancagem, elevando-a a margens nunca antes vistas, chegando, para exemplificar, ao inacreditável percentual de segurança (depósito compulsório) de 2%, 1%, ou até menos que isso, se consideradas as transações ocultas, não computadas nos registros contábeis dos bancos. Tornou-se comum no meio financeiro a adoção de práticas cada vez mais irresponsáveis, com a criação de inúmeras "inovações financeiras" de alto risco, muitas das quais aliadas a práticas de irregularidades, como fraude financeira na avaliação de risco dos chamados títulos podres, derivativos, CDO baseados nas hipotecas subprime,  que foram avaliados com o grau máximo de segurança de investimento (AAA), por agências de avaliação de risco acima de qualquer suspeita (até então), como AIG e a Standard & Poor's. É o que explica como tais títulos se espalharam pelo mundo inteiro, intensificando a vastidão da crise.
A crise do subprime foi  imediatamente percebida como muito grave (segundo muitos economistas, a mais grave desde 1929), com possibilidade de se transformar em uma crise sistêmica, entendida como uma interrupção da cadeia de pagamentos da economia global, e que tenderia a atingir, de maneira generalizada, todos os setores econômicos. É considerada como um prenúncio da crise econômica de 2007-2008.

## Antecedentes
As famílias americanas já vinham se endividando ao longo dos anos 1990. A partir de 1995, o mercado imobiliário voltou a se expandir, assim como o endividamento - através de crédito ao consumidor e hipotecas. Com a crise de 2000-2001 do mercado de ações, o mercado imobiliário ganhou estímulos e se expandiu mais vigorosamente. As famílias, já endividadas, elevaram a contratação de empréstimos, fazendo novas hipotecas e adquirindo novas linhas de crédito. A partir de 2003, com a intensificação da valorização dos imóveis e o esgotamento dos clientes tradicionais, o crédito foi facilitado para as famílias e indivíduos sem histórico de crédito ou com histórico ruim, sem emprego e sem renda.
Os subprimes incluíam desde empréstimos hipotecários até cartões de crédito e aluguel de carros, e eram concedidos, nos Estados Unidos, a clientes sem comprovação de renda e com mau histórico de crédito - eram os chamados clientes ninja (do acrônimo, em inglês, no income, no job, no assets: sem renda, sem emprego, sem patrimônio). Essas dívidas só eram honradas, mediante sucessivas "rolagens", o que foi possível enquanto o preço dos imóveis permaneceu em alta. Essa valorização contínua dos imóveis permitia aos mutuários obter novos empréstimos, sempre maiores, para liquidar os anteriores, em atraso - dando o mesmo imóvel como garantia. As taxas de juros eram pós-fixadas - isto é, determinadas no momento do pagamento das dívidas. Quando os juros dispararam nos Estados Unidos - com a consequente queda do preço dos imóveis - houve inadimplência em massa.
A queda nos preços de imóveis, a partir de 2006, arrastou vários bancos para uma situação de insolvência, repercutindo fortemente sobre as bolsas de valores de todo o mundo.
Como os empréstimos subprime eram dificilmente liquidáveis, isso é, não geravam nenhum fluxo de caixa para os bancos que os concediam, esses bancos arquitetaram uma estratégia de securitização desses créditos. Para diluir o risco dessas operações duvidosas, os bancos americanos credores juntaram-nas aos milhares, e transformaram a massa daí resultante em derivativos negociáveis no mercado financeiro internacional, cujo valor era cinco vezes superior ao das dívidas originais.
Assim, criaram-se títulos negociáveis cujo lastro eram esses "créditos podres". Foi a venda e compra, em enormes quantidades, desses títulos lastreados em hipotecas subprime  que provocou o alastramento da crise, originada nos Estados Unidos, para os principais bancos do mundo.
Por uma razão que se desconhece, embora possa estar ligada a algum lobby ou a pressões de congressistas americanos para lastrear  esses títulos - talvez por haver interesse da parte deles nos rendimentos do subprime, o que sugere uma ligação com alguns banqueiros - e que hoje, após o estouro, ainda deixa pasmos muitos analistas, tais papéis, lastreados em quase nada, obtiveram o aval das agências internacionais de classificação de risco - de renome até então inquestionável -, que deram a eles a sua chancela máxima - AAA - normalmente dada a títulos tão sólidos quanto os do Tesouro dos EUA, tornando-os muito mais confiáveis do que os títulos do governo brasileiro, por exemplo. Com essa benevolente classificação de risco, tanto os investidores, como os fundos de investimento e os bancos passaram a disputar a aquisição desses títulos, no mundo todo, e esses títulos passaram a servir como garantia para a tomada de novos empréstimos bilionários, alavancados na base de 20 para 1.
A partir do 18 de Julho de 2007, a crise do crédito hipotecário provocou uma crise de confiança geral no sistema financeiro e falta de liquidez bancária, ou seja, falta de dinheiro disponível para saque imediato pelos correntistas dos bancos.
Mesmo os bancos que não trabalhavam com os chamados "créditos podres" foram atingidos. O banco britânico Northern Rock, por exemplo, não tinha hipoteca-lixo em seus livros, mas adotava uma estratégia arriscada - tomar dinheiro emprestado no curto prazo (a cada três meses) às instituições financeiras, para emprestá-lo no longo prazo (em média, vinte anos), aos compradores de imóveis. Repentinamente, as instituições financeiras deixaram de emprestar dinheiro ao Northern Rock, que, assim, no início de 2007, acabou por se tornar o primeiro banco britânico a sofrer intervenção governamental, desde 1860.
Na sequência, temendo que a crise tocasse a esfera da economia real, os Bancos Centrais foram conduzidos a injetar liquidez no mercado interbancário, para evitar o efeito dominó, com a quebra de outros bancos, em cadeia, e que a crise se ampliasse em escala mundial.

## Auge

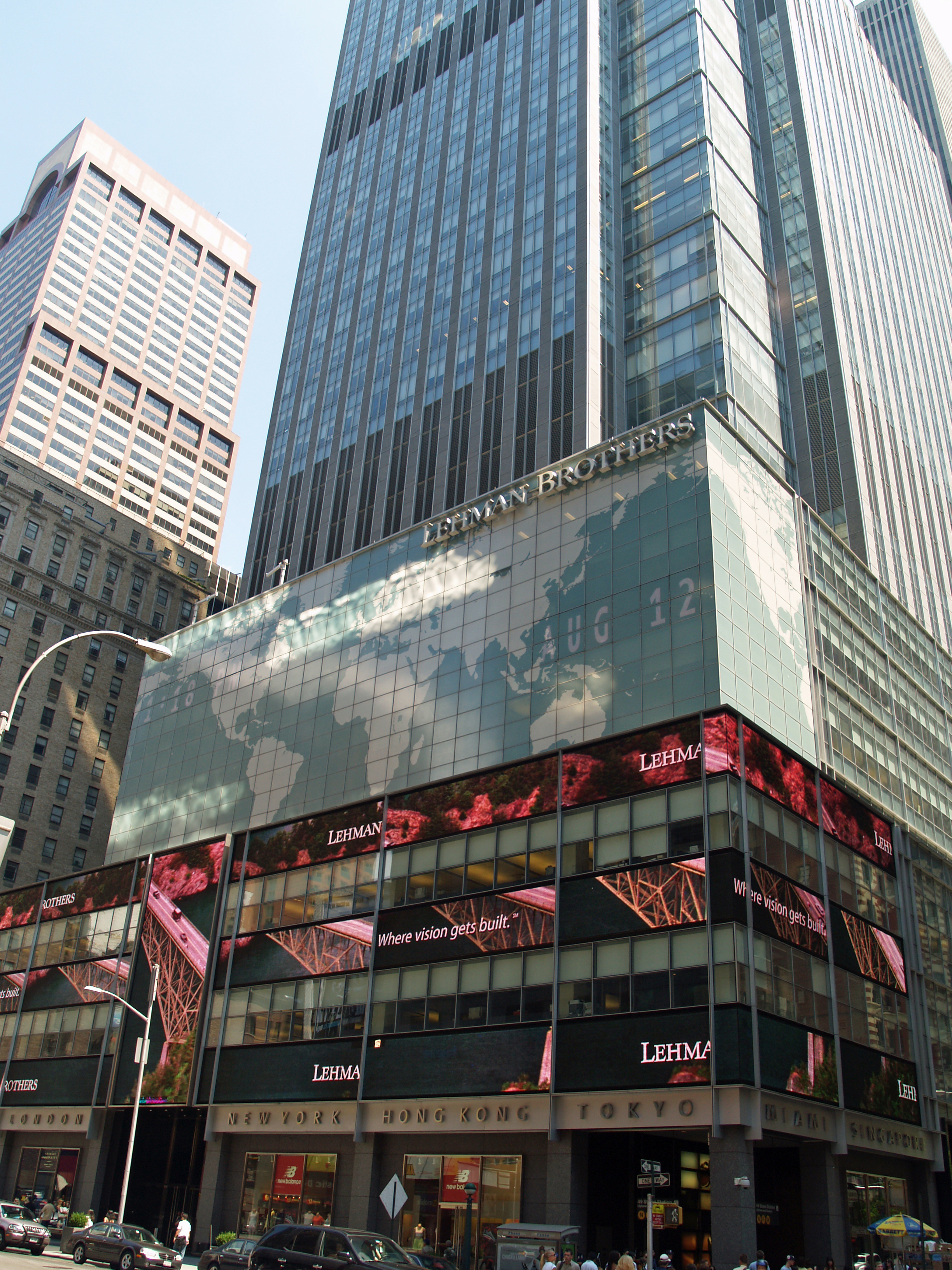
Sede do banco Lehman Brothers em Nova Iorque.

Em agosto e setembro de 2008, a crise, acumulada desde 2007, chegou ao auge, com a estatização dos gigantes do mercado de empréstimos pessoais e hipotecas - a Federal National Mortgage Association (FNMA), conhecida como "Fannie Mae", e a Federal Home Loan Mortgage Corporation (FHLMC), apelidada de "Freddie Mac" - que estavam quebradas. Logo em seguida, veio o pedido de concordata do tradicional banco de investimentos Lehman Brothers, com mais de 150 anos de existência e um dos pilares financeiros de Wall Street, e a venda, ao Bank of America, da corretora Merrill Lynch, uma das maiores do mundo.
A cascata de falências e quebras de instituições financeiras provocou a maior queda  do índice Dow Jones e de bolsas de valores internacionais desde os atentados de 11 de setembro de 2001.
Em 16 de setembro, o Lehman Brothers fechou um acordo para vender partes do banco ao britânico Barclays, segundo o jornal Financial Times.
No mesmo dia, as ações da American International Group Inc. (AIG), a maior empresa seguradora dos Estados Unidos, caíram 60% na abertura do mercado.
Ao longo do dia, o Federal Reserve tentou convencer os bancos J. P. Morgan e Goldman Sachs a conceder um crédito de emergência de US$ 75 bilhões para ajudar a AIG.

Enquanto isso, a Moody's e a Standard & Poor's rebaixavam a classificação dos créditos da empresa, em razão das expectativas de novos prejuízos na área de seguros de hipotecas.
Segundo o analista de negócios da BBC, Greg Wood, um possível fracasso na operação para salvar a AIG seria duas vezes pior do que a quebra do Lehman Brothers. No entanto, segundo o New York Times, a AIG conseguiria rapidamente a proteção necessária para evitar a falência.

De fato, em 17 de setembro, o Federal Reserve anunciou um empréstimo de US$ 85 bilhões para a AIG. Em troca, o governo americano passou a deter 79,9% de participação no controle acionário do grupo, e o gerenciamento de seus negócios, estatizando-a ainda que, em teoria, temporariamente. Posteriormente um segundo pacote de ajuda financeira governamental no valor de US$ 37,8 bilhões se fez necessário, e foi aprovado.
No Brasil, cogitou-se que o Banco Itaú viesse a absorver a filial brasileira da Merrill Lynch, e que o Unibanco pudesse vir a aumentar a sua participação na filial brasileira da AIG.
Em 29 de setembro, a Câmara de Representantes dos Estados Unidos rejeitou o pacote de medidas de ajuda governamental ao setor financeiro, por 228 votos contra e 205 a favor. O pacote previa a liberação de recursos do Tesouro, de até US$ 700 bi, para a compra de títulos podres de crédito hipotecário. O governo ficaria com ações das instituições socorridas. As instituições financeiras seriam taxadas se o governo tivesse perdas por mais de cinco anos após a operação de bailout.

As análises do New York Times e do Financial Times, assim como as do Fundo Monetário Internacional, vão na mesma direção: a administração da crise deve consumir mais uns dois anos.
Posteriormente, foram introduzidas algumas modificações no pacote de socorro aos bancos, de modo a atenuar seu aspecto de presente a CEOs inescrupulosos'. O custo total foi ampliado de US$ 700 bilhões para US$ 850 bilhões, dos quais até US$ 700 bilhões serão usados para comprar títulos podres, conforme o projeto original. Outros US$ 150 bilhões foram acrescentados pelo Senado, na forma de cortes de impostos e incentivos fiscais.
Após uma intensa campanha de pressão, que envolveu o presidente George W. Bush, o secretário do Tesouro, Henry Paulson, e o presidente do Federal Reserve, Ben Bernanke, além dos candidatos à Presidência dos EUA, Barack Obama (Partido Democrata) e John McCain (Partido Republicano), o Senado dos Estados Unidos aprovou o projeto, em 1º de outubro, por 74 votos a favor e 25 contra. O pacote voltou à Câmara, para ser votado novamente, sendo aprovado e sancionado pelo presidente Bush.
Mesmo aprovado, o pacote de US$ 700 bilhões, proposto pelo governo Bush, não deve dissipar as incertezas, avalia o jornal Washington Post. Na mesma linha, o Wall Street Journal afirmou que o pacote não resolveria o problema fundamental da crise do setor imobiliário. Segundo o WSJ, o preço dos imóveis continuará caindo, pois os principais sustentáculos do crescimento da economia - gastos dos consumidores, empresas e governo e as exportações - continuam se esfarelando (…). A demanda externa por bens americanos, que ajudou o setor industrial a evitar uma desaceleração mais profunda este ano, deve secar à medida que as maiores economias mundiais flertam com a recessão e nações de rápida expansão, como China e Índia perdem o pulso. Na melhor das hipóteses, os analistas esperam um aumento da taxa de desemprego nos EUA, de 6,1% para 8%.

## Impactos no Brasil
Logo após a Câmara dos Representantes dos Estados Unidos ter rejeitado a proposta governamental de socorro ao setor financeiro, em 29 de setembro, a Bolsa de Valores de São Paulo, a terceira maior do mundo em valor de mercado, chegou a cair 10,16% (a 45.622,61 pontos) e teve suas operações interrompidas.
Mas, de modo geral, os economistas acreditam que seja muito cedo para determinar o impacto da crise, a longo prazo, no Brasil. Apenas uma minoria, a exemplo de Stephen Kanitz, pensa que o país está imune - ou quase imune - à crise. A maioria dos economistas é mais cautelosa, embora acredite que a posição brasileira - assim como a da Índia, da China e a de alguns outros emergentes - seja menos vulnerável do que a dos países ricos. O Brasil tem obtido sucessivos superávits fiscais e o governo tem sido cauteloso, mantendo altas taxas de juros e baixas taxas de inflação. Assim, embora a crise não possa ser subestimada, até o momento não há previsões de grandes baques na economia brasileira.
Todavia, as exportações - que dependem de fontes externas de financiamento - tendem a sofrer imediatamente os efeitos da redução da oferta internacional de crédito. Uma eventual diminuição das exportações tende a repercutir negativamente também sobre o setor produtivo, tocando enfim a chamada economia real, isto é, a economia da produção de bens e serviços, ou a esfera da "riqueza real", definida por Adam Smith não como acúmulo de metais preciosos (conforme defendiam os mercantilistas), mas como a "produção anual do trabalho e da terra da sociedade", e que corresponde à esfera do Güterwelt schumpeteriano, ou ao que Krugman define simplesmente como "a economia dos empregos, dos salários e da produção". Além disso, a queda da demanda nos Estados Unidos afeta as exportações - não só no Brasil, mas também em outros países, particularmente na China, que, sendo grande exportadora para os EUA, tende a experimentar uma desaceleração no seu crescimento. De imediato, esperava-se que crescimento do PIB chinês caísse cerca de 1%.. Mas essa queda foi bem maior e pode chegar a 4%, embora a taxa ainda se mantenha bastante alta (mais de 6% ao ano). O governo chinês fixou uma meta de crescimento de 8% a.a. Mas, no primeiro trimestre de 2009, a economia chinesa sofreu uma queda brusca nas suas exportações e o PIB cresceu à menor taxa dos últimos dez 10 anos: 6,1% em relação ao primeiro trimestre de 2008. No trimestre anterior, o país crescera 6,8%, em comparação com o mesmo período, no ano anterior. Estes números indicam que será difícil cumprir a meta de crescimento de 8%, definida pelo governo.
Desde 2006, a China tem crescido a aproximadamente 10% ao ano. Em 2008, cresceu de 9,8%  a 11,4%. Se conseguir chegar a 8%, em 2009, será uma vitória. Mas, por ora, o plano econômico do governo chinês, de USD 584 bilhões, não teve êxito em conter a queda no crescimento.
Na economia brasileira, espera-se, igualmente, uma desaceleração significativa do crescimento do PIB - ou seja, um crescimento igual a zero ou muito próximo de zero. A magnitude dessa desaceleração deve depender, em grande medida, do que acontecer à economia chinesa - e isso vale para todos os países que exportam para a China. Enquanto o crescimento chinês se mantiver alto, países que exportam para a China tenderão a sofrer menos com os efeitos da crise. No caso do Brasil, isto é particularmente verdadeiro sobretudo com relação aos alimentos (grãos e cereais, soja e óleos comestíveis), dos quais o Brasil é um grande produtor e a China é um grande importador.
Muitos observadores afirmam que os Estados Unidos estão mergulhados na pior crise desde 1929. Segundo outros, na prática, a economia americana já está em recessão - embora não se saiba ao certo quão profunda será ou quanto tempo poderá durar .
De acordo com o brasilianista Thomas Skidmore, o sistema financeiro no Brasil está "muito mais sólido que nos EUA (…) O Brasil teve um período de boom extremamente bem sucedido com as exportações para a Ásia e a Europa e por isso há relativamente pouca razão para se preocupar com a crise de Wall Street." 
Segundo Henrique Meirelles, presidente do Banco Central do Brasil: "A economia brasileira vai desaquecer no próximo ano, mas de uma maneira menos grave do que em outros países, que já estão enfrentando a recessão.
Em geral, considera-se que o Brasil enfrentou bem a crise do subprime. "Contudo, várias das características supostamente positivas da estrutura brasileira podem ser vistas como deficiências históricas, como ocorre com a concentração do setor bancário. O bom resultado durante a recente crise, inclusive, serviu para encobrir as reiteradas críticas e falhas ao arcabouço regulatório brasileiro. A avaliação positiva deve ser vista, portanto, com as devidas ponderações e limitações". Dentre algumas dessas características, pode-se indicar que: (a) o sistema é bastante concentrado em poucos agentes; (b) que a centralização de competências no Bacen nem sempre serviu a prestigiar a melhor regulação e fiscalização das instituições financeiras e (c) que a regulação financeira mais dura traz um trade-off quanto aos custos ao consumidor final.
George Soros considera que embora uma recessão no mundo desenvolvido seja mais ou menos inevitável, a China, a Índia, e alguns países produtores de petróleo estão numa vigorosa contratendência, o que tornaria menos provável que a atual crise financeira internacional venha a causar uma recessão global, devendo isso sim, diz Soros, provocar uma realinhamento radical da economia mundial, com um relativo declínio dos Estados Unidos, e com a ascensão da China e de outros países do mundo subdesenvolvido. Segundo Soros o maior risco agora reside nas tensões políticas resultantes, inclusive no protecionismo norte-americano que, essas sim, poderiam lançar o mundo numa recessão global, ou algo pior. Este quadro - pior que uma recessão global - poderia ser uma depressão econômica mundial, advinda de uma dramática deterioração do quadro atual de crise sistêmica.